# Чемпионат мира по бобслею 1962
21-й чемпионат мира по бобслею и скелетону прошёл с 20 по 31 января 1962 года в городе Гармиш-Партенкирхене.

## Соревнование двоек
| Золото                                      | Серебро                                    | Бронза                                |
| Риналдо Руатти, Энрико де Лоренцо (5:03,73) | Серджо Дзардини, Романо Бонагура (5:06,63) | Ханс Маурер, Адольф Вёрманн (5:08,92) |

## Соревнование четвёрок
| Золото                                                | Серебро                                                                   | Бронза                                              |
| Франц Шелле, Йозеф Стерфф, Людвиг Сиеберт, Отто Гёбль | Серджо Дзардини, Ферруцио Далла Торре, Энрико де Лоренцо, Романо Бонагура | Франц Иссер, Йозеф Иссер, Хайнрих Иссер, Фриц Иссер |

## Медальный зачёт
| Место | Страна  | Золото | Серебро | Бронза | Всего |
| ----- | ------- | ------ | ------- | ------ | ----- |
| 1     | Италия  | 1      | 2       | 0      | 3     |
| 2     | ФРГ     | 1      | 0       | 1      | 2     |
| 3     | Австрия | 0      | 0       | 1      | 1     |